# メセタ

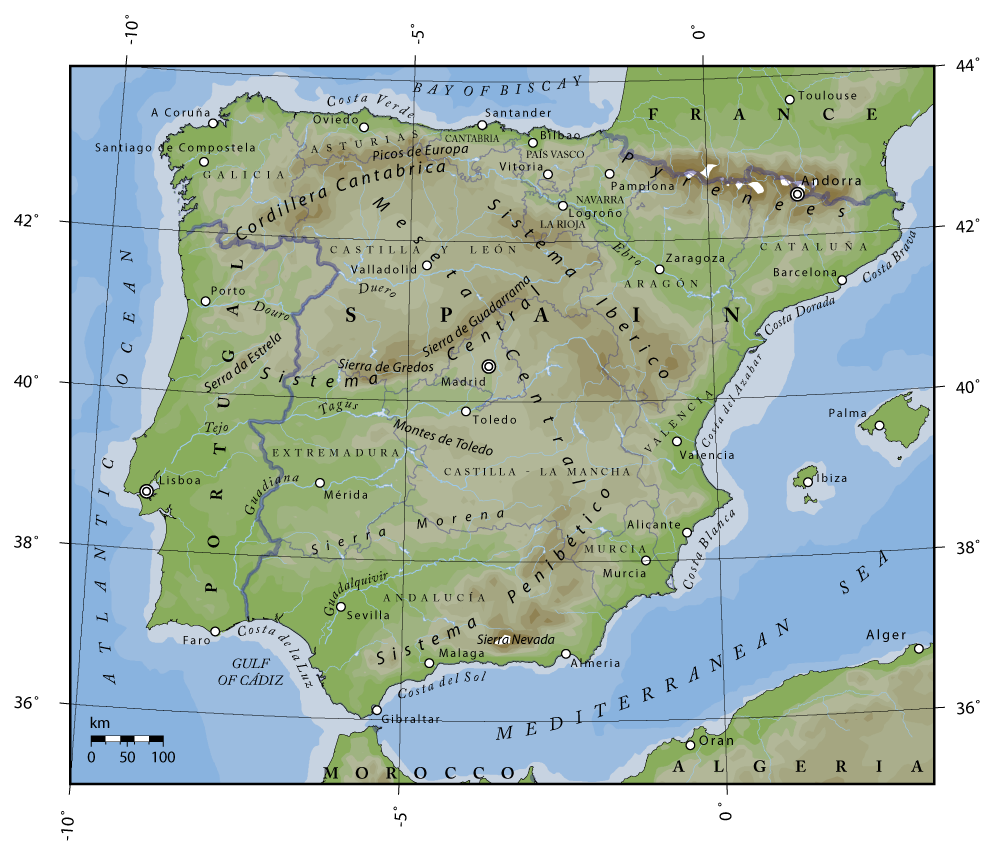
スペインの地形図。中央部にメセタがある

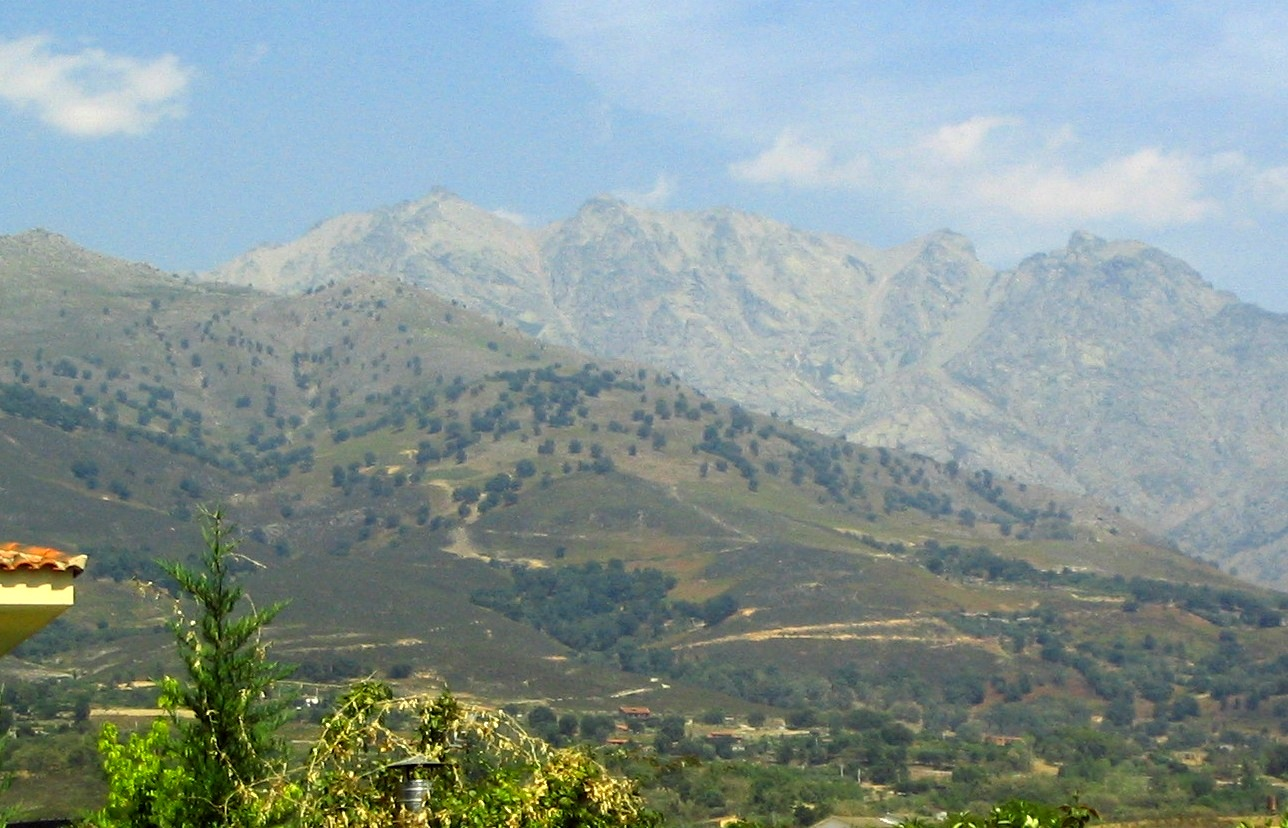
アルマンソール峰

メセタまたはメセタ・セントラル （スペイン語:Meseta Central 中央台地）とは、イベリア半島中央に位置する広大な乾燥高原。

## 概要
メセタは、イベリア半島最古の起伏の一群で、半島の表面の大きな部分を占める。古生代のヘルシニア造山運動期に生じた山塊が起源である。この山塊は中生代の浸食で平らにされ、現在のメセタの基盤を構成する準平原となった。これが古第三紀にアルプス造山運動によって変質し、第四紀には浸食と堆積で変質した。
平均標高は610mから760 mである。山脈で縁取られ、メセタの丘陵は西側へ向けて緩やかになり、ポルトガルとの国境となっているいくつかの川の一連が源を発している。セントラル山系は、メセタの「脊柱」と言われており、メセタを南北の小区域に分割する。北のほうが標高が高く、面積においては南より狭い。セントラル山系は、首都マドリードの北を2,400m以上の峰峰で囲んでおり、南側はそれらより標高の低い山が囲む。マドリード西部で、セントラル山系の最高峰アルマンソール峰（2,592m）が見られる。セントラル山系の峰峰はポルトガル国境を向けて西に連なり、一部には氷河の様相が見られる。高い峰々は一年のほとんど雪を被っている。その標高にもかかわらず、山系はメセタの北部と南部の間の障害とはならなかった。これは、北西と北東への通行可能な数カ所の峠、鉄道輸送が可能である。
メセタ南部はさらに2つの山地、東へ走るトレド山地、西へ走るグアダルーペ山地とに分けられる。この2つの山地の峰は1,500m以上高くならない。メセタとアンダルシア平原とをつなぐものも含め、多くの容易な峠があり、トレード山地とグアダルーペ山地は輸送と通信に障害となっていない。2つの山地は、イベリア半島最長の大河タホ川によって、セントラル山系から北まで切り離される。
メセタを縁取る山岳地方は、メセタと関連したシエラ・モレーナ山脈、カンタブリア山脈、イベリコ山系である。メセタの南端となっているシエラ・モレーナ山脈は、イベリコ山系の南の拡張部と東で合併する。そしてポルトガル南部で山に加わるグアダルキビール川谷の北端に沿って西に達する。比較的標高が低いにもかかわらず、シエラ・モレーナ山脈は1,300mあり、岩だらけでゴツゴツとしている。
カンタブリア山脈は石灰岩質で、カンタブリア海に面したイベリア半島北岸に近く、それと並行に走る。山脈の最高地点はピコス・デ・エウローパで、2,600m以上の標高がある。カンタブリア山脈は全長182kmで、海岸からおよそ30km離れたところで急激に標高1,500mに上昇する。カンタブリア山脈の西は、メセタ北西部の丘が連なり、東にはピレネー山脈とつながるバスク山地が控える。
カンタブリア山脈から伸びるイベリア山脈は地中海近くの南東へ向かい、エブロ川からフカル川の間に広がる。この山脈の不毛な、ゴツゴツとした傾斜は、約21,000平方kmの領域を覆う。山々は北部で2,000m以上となり、ドゥエロ川源流の東2,300m地点がその最高地点である。この区域にある非常に急な山の斜面は、深く幅の狭い山峡によってしばしば分断される。
メセタ・セントラルの概念は、半島の残りの地方から離れた「標高の高いお盆」のようにみなされていた。この概念は比較的最近である19世紀まで、中心的であった。初めてスペイン中央部の起伏の一群について言及したのは、アレクサンダー・フォン・フンボルトである。
ポルトガル国内にある南メセタは「ナチュルテジョ・ダ・メセタ・メリディオナルユネスコ世界ジオパーク」に指定されている。また、スペインとポルトガル両国の国境北部にはピレネーオーク、トルコカシの森林およびモチノキ属、イチイ属、カバノキ属とハンノキ属の生えるスポットがある。一帯はナベコウ、エジプトハゲワシ、ボネリークマタカ、ワシミミズク、ユーラシアカワウソ、イベリアオオカミ、ボカージュカベカナヘビ、イベリアクサリヘビなどの生息地であり、ユネスコの生物圏保護区に指定されている。

## 脚注

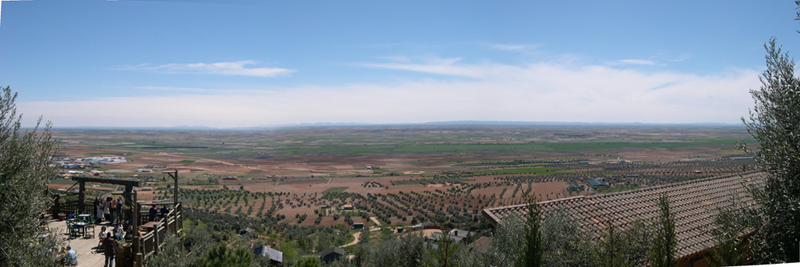
メセタの風景